# 루원시티
루원시티(Lu 1 City)는 인천광역시 서구 가정동에 개발할 신도시재생사업이며, 옛 가정오거리 일대를 중심으로 개발할 예정인 뉴타운이다.

## 역사
2007년에 계획이 시작되었다. 2011년에 루원시티를 개발할 예정이었으나 2015년에 백지화되었고 2016년 12월 20일 기공식을 개최하였다. 2017년에 공사가 재개되었고 2018년에 아파트 및 오피스텔 분양 이후 착공하여 2020년 이후에 완공 예정이다.

## 사업 개요
서울특별시 '뉴타운 사업과한개념이도심의개발사업구역'의 규모를 광역화하고 사업추진 주체도 지방자치단체와 한국토지주택공사 등 공공기관에서 하는 사업이 구성되어 있다.

## 루원시티의 의미
루원시티는 미래 도시의 패러다임을 이끌어 내는 최첨단 도시, 최고의 공간과 최고의 사람들이 거주하는 명품 도시, 항상 깨있고 어디서든 편안한 인간중심도시 등의 의미를 갖고 있다.

## 사업 계획
이곳에는 가정오거리 일대의 구도심을 헐고 77층짜리 쌍둥이 빌딩을 비롯, 첨단 입체도시를 건설하는 사업을 할 계획에 있다.

### 보상문제
가정오거리의 도시재생사업지구인 루원시티 안에 있는 토지, 지장물, 영업권 등에 대한 1차 보상협의 결과에 따라 74%의 보상협의율이 집계되었다.

## 대중문화
재개발 전에 영화, 드라마, 뮤직비디오의 촬영지로 사용하였다.

## 같이 보기
- 인천경제자유구역
- 송도국제도시
- 청라국제도시
- 서인천 나들목
- 봉오대로